# Tom Mix
Thomas Edwin Mix (ur. 6 stycznia 1880 w Mix Run w Pensylwanii, zm. 12 października 1940 we Florence w Arizonie) – amerykański gwiazdor z epoki filmu niemego i początków dźwiękowego, znany głównie z licznych ról w westernach.

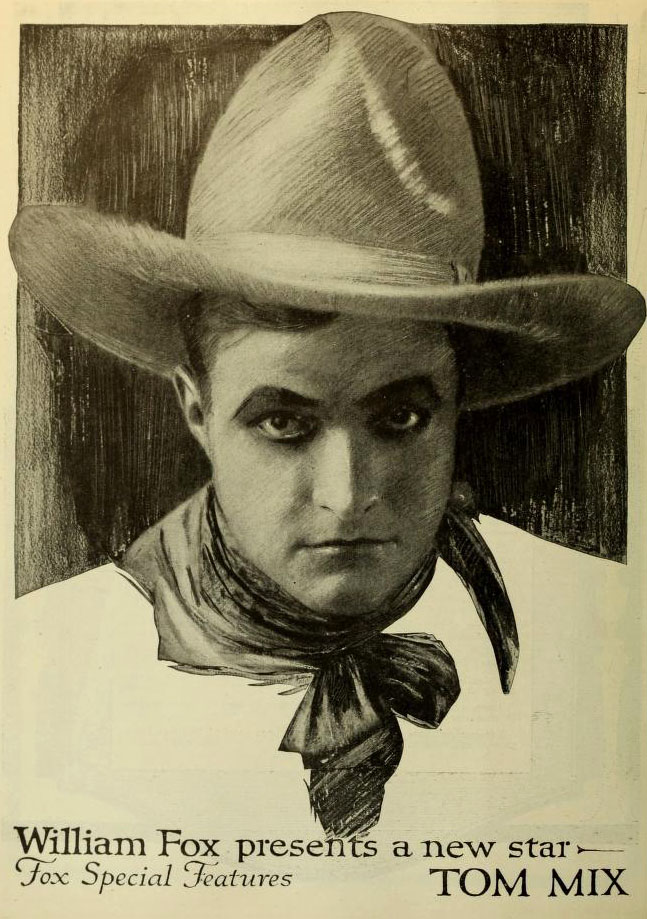
Reklama (1917)
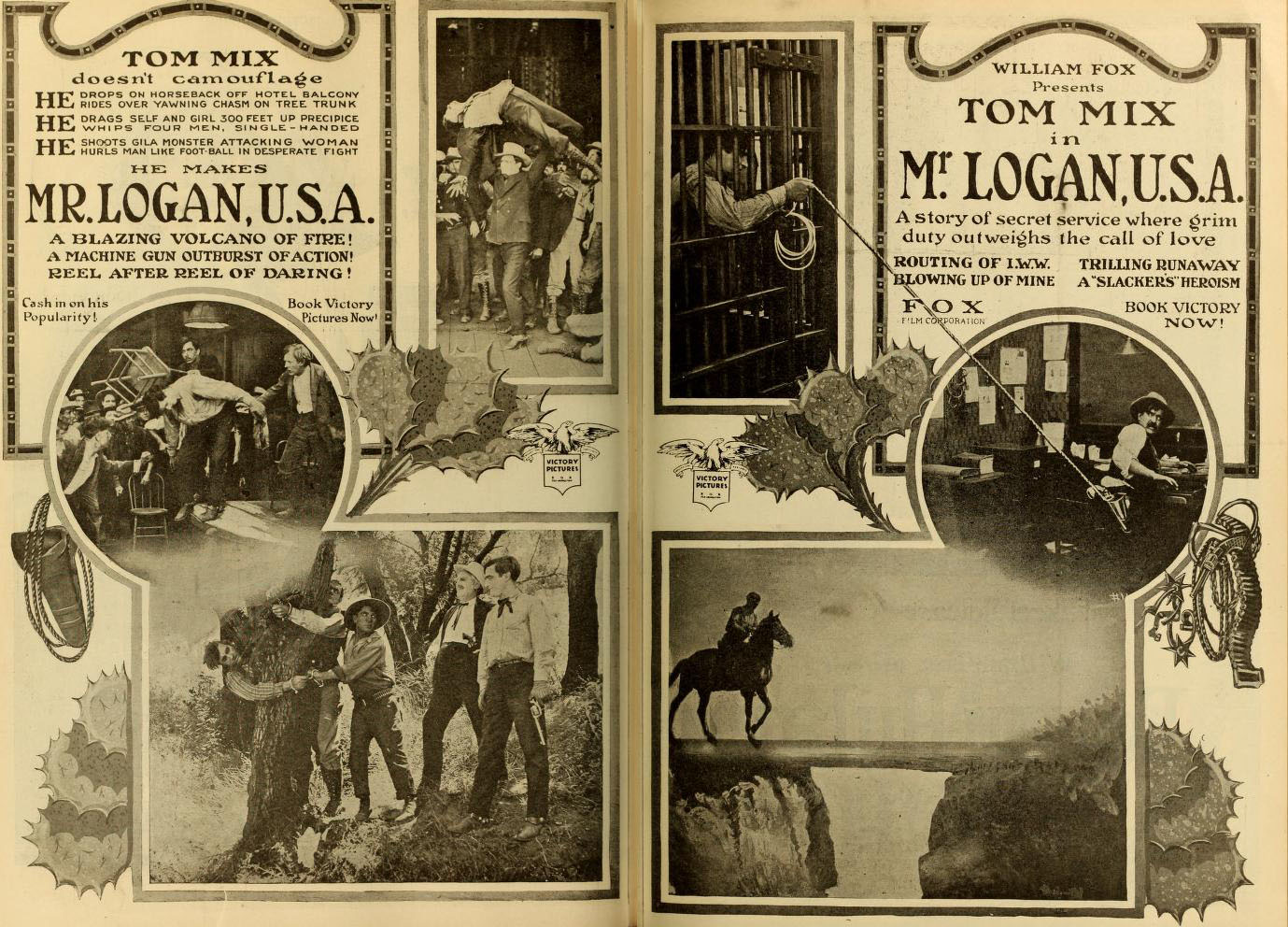
Mr. Logan, U.S.A. (1918)
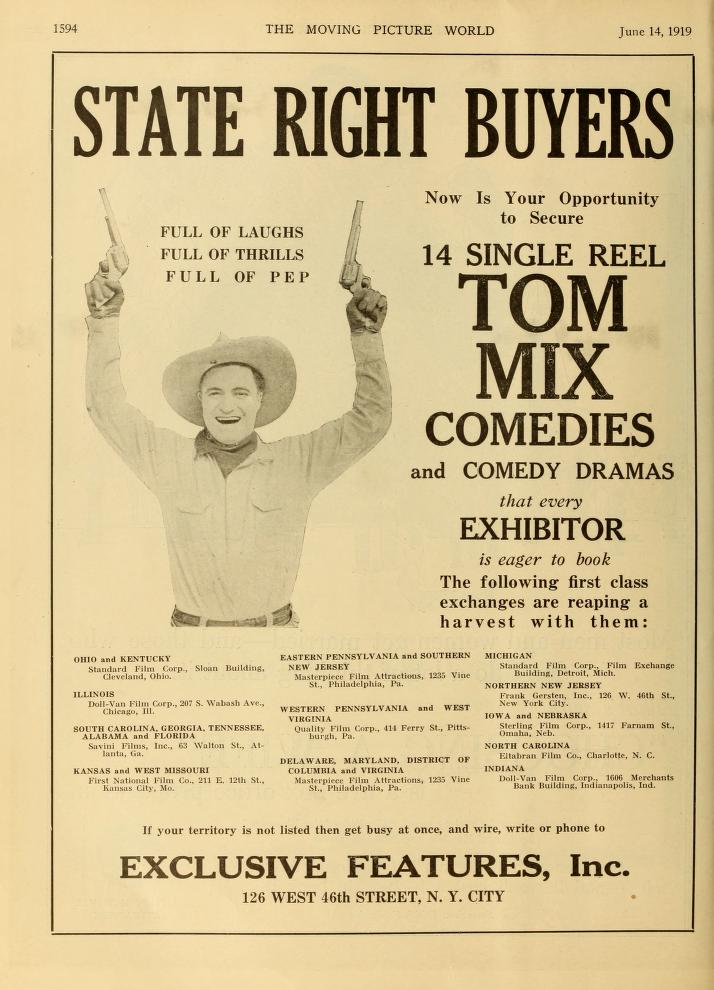
Reklama (1919)
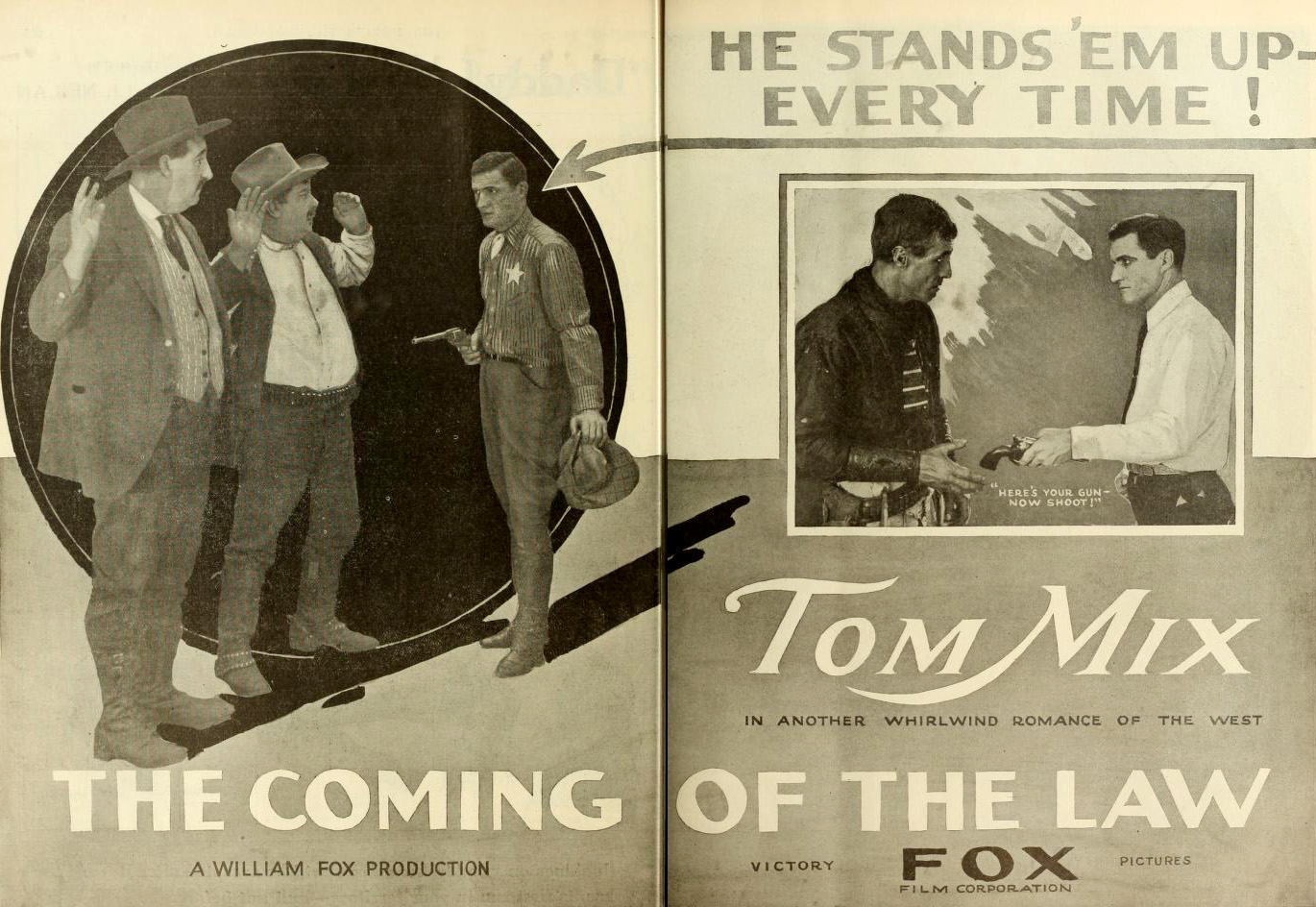
The Coming of the Law (1919)